# Herpes (sjukdom)
Med herpes avses vanligen en infektion av herpes simplex-virus.
I vidare bemärkelse skulle det egentligen också kunna beteckna infektionssjukdomar orsakade av andra typer av herpesvirus, även om det inte är brukligt. Det finns många olika herpesvirus, varav några kan infektera människor. De vanligaste av dessa är:
- herpes simplex 1 och 2, som orsakar munsår och könsherpes. Vid munsår, vanligast vid typ 1, är symptomet röda blåsor i munnen och i området runt omkring denna. Herpes i underlivet, även kallad genital herpes eller könsherpes, är vanligast vid typ 2. Det är en mycket vanlig könssjukdom som cirka var tredje individ har, men alla drabbade uppvisar inte symptom på sjukdomen. Symptomen vid herpes i underlivet är sår eller små blåsor som förekommer på könsorganen eller runt omkring dessa.[1]
- varicella zostervirus, som orsakar vattkoppor och sekundärt även bältros. Även vid bältros är symptomet röda blåsor, men vid denna sjukdom förekommer blåsorna i stället i ett band på ena sidan av kroppen. Den drabbade kan även uppleva svår nervsmärta, och innan utbrottet även en brännande eller stickande känsla på det område som drabbats av bältrosinfektionen.
- Epstein-Barr-virus, ett mycket vanligt virus som ger körtelfeber men ofta infekterar redan i småbarnsåldern och då inte ger några kraftiga symptom.
- cytomegalovirus, också ett vanligt virus som de flesta drabbas av någon gång. Kan ge alltifrån obemärkt infektion till ett antal veckors febersjukdom med organpåverkan.

Herpes simplex överförs vanligtvis mellan två personer genom fysisk kontakt, eller att man delar ett föremål såsom en tandborste eller rakhyvel med en smittbärare. Även djur kan smittas av herpesvirus. Det virus som smittar hundar med herpes heter Canine herpesvirus=CHV-1. Genom att undersöka blodprov från hundar i vissa europeiska länder kunde man konstatera att 40 procent av de testade nederländska hundarna och 88 procent av de testade brittiska hundarna hade utvecklat antikroppar mot detta virus, vilket innebär att de smittats med det. Även i Sverige verkar många vuxna hundar ha antikroppar mot herpesvirus. Man uppskattar att dessa antikroppar förekommer hos cirka varannan vuxen hund.